# Jean Poton de Xaintrailles
Jean de Xaintrailles, detto Poton (1390 circa – Bordeaux, 7 ottobre 1461), è stato un generale francese, maresciallo di Francia dal 1454 al 1461.
Originario del Limosino da una famiglia della nobiltà minore, sin da giovane si mostrò legato al Delfino Carlo, poi Carlo VII, il quale lo ricompensò affidandogli le scuderie reali.

## Biografia
Tutta la sua carriera militare si svolse al servizio della Corona di Francia durante la guerra dei cent'anni: combatté all'assedio di Saint-Riquier nel 1420, venendo fatto prigioniero dagli inglesi nell'agosto dello stesso anno nei pressi di Abbeville; fu rilasciato in cambio della resa della città, e poté riprendere a combattere: il 3 ottobre 1423 attaccò di sorpresa Ham, ma cadde in un'imboscata tesa da Filippo di Brabante.
Era presente all'assedio di Braine-le-Comte, nell'Hainaut, nel 1424; prese parte alla battaglia di Verneuil, il 17 agosto dello stesso anno, durante la quale ebbe il comando di due ali di cavalleria. Nel 1427, con il Bastardo d'Orléans e La Hire, liberò Montargis, assediata dal conte di Warwick.
Durante l'assedio di Orléans era presente alla cosiddetta battaglia delle aringhe il 12 febbraio 1429, ancora al fianco di La Hire e del Bastardo. Rientrato a Bordeaux, venne ferito qualche tempo dopo nel corso di una sortita.
Fu al fianco di Giovanna d'Arco dal momento della conclusione dell'assedio, l'8 maggio, partecipando quindi alle battaglie successive della campagna: Jargeau, Meung, Beaugency; comandava l'avanguardia a Patay il 18 giugno, quando prese prigioniero John Talbot.
Il 17 luglio 1429 era presente a Reims, alla consacrazione di Carlo VII, e nello stesso giorno fu nominato prima guardia del corpo e maestro delle scuderie reali.
Poco dopo cadde prigioniero degli inglesi, in un'imboscata nei pressi di Beauvais, per venire rilasciato solo nel 1431.
Nel 1435, Poton, insieme a Étienne de Vignolles, uscì vittorioso dalla battaglia di Gerberoy e fece prigioniero il conte d'Arundel.
Il re lo nominò balivo del Berry, comandante della torre maggiore di Bourges, con lettera del 19 agosto 1437; ebbe poi dal sovrano il governo di Château-Thierry, la signoria di Tonneins, per sé e la famiglia, e per sé solo la città di Saint-Macaire.
Durante l'ultima fase della guerra dei cent'anni Poton ebbe un ruolo essenziale nella riconquista della Normandia prima, sino alla presa di Cherbourg del 12 agosto 1450, e della Guienna poi, dove fu inviato nel 1451. Fu nominato governatore del Château-Trompette, a Bordeaux, quindi siniscalco del Limosino nel 1453.
Nel 1454 succedette a Philippe de Culant nella carica di maresciallo di Francia. L'anno successivo con André de Lohéac comandò l'armata del conte di Clermont contro Giovanni V d'Armagnac.
Venne destituito dalla carica di maresciallo il 3 agosto 1461 da Luigi XI, avendogli il sovrano preferito Jean de Lescun. Poton morì a Bordeaux pochi mesi dopo, il 7 ottobre, e venne seppellito nella chiesa dei francescani a Nérac.
Non ebbe discendenti dal matrimonio con Catherine Brachet, signora di Salignac in Limosino. Nel testamento nominò suo principale erede Jean de La Motte, signore di Nolhan, a condizione che sposasse sua nipote, Beatrix de Pardaillan.
Un documento del Parlamento di Parigi si riferisce a lui come «...Siniscalco del bordolese, uno dei più valorosi capitani del regno, colui che, insieme ad Étienne de Vignolles, fu causa della cacciata degli inglesi dalla Francia».
Un «coraggioso cavaliere Poton de Xaintrailles» appare in Enrico VI, parte I, di William Shakespeare.